# The Toxic Avenger Part III: The Last Temptation of Toxie
Série
The Toxic Avenger, Part II
(1989) Citizen Toxie: The Toxic Avenger IV
(2000)
Pour plus de détails, voir Fiche technique et Distribution.
The Toxic Avenger 3 : La dernière tentation de Toxie (The Toxic Avenger Part III: The Last Temptation of Toxie) est un film américain réalisé par Lloyd Kaufman et Michael Herz et sorti en 1989.

## Synopsis
Quand Claire, l'amie aveugle du Toxic Avenger, a une chance de retrouver la vue, le justicier décide de trouver un moyen de rassembler l'argent nécessaire à l'opération pour la chirurgie.

## Fiche technique
Sauf indication contraire, les informations mentionnées dans cette section peuvent être confirmées par la base de données cinématographiques IMDb,  présente dans la section « Liens externes ».
- Titre original : The Toxic Avenger Part III: The Last Temptation of Toxie
- Titre français en vidéo : The Toxic Avenger 3 : La dernière tentation de Toxie
- Réalisation : Lloyd Kaufman et Michael Herz
- Pays d'origine : États-Unis
- Format : Couleurs - 1,33:1 - Stéréo - 35 mm
- Genre : Comédie, horreur
- Durée : 102 minutes
- Inédit en France.
- Interdit aux moins de 12 ans

## Distribution
- John Altamura : Toxic Avenger / Melvin Junko
- Ron Fazio : Toxic Avenger (voix) / un employé d'Apocalypse Inc.
- Phoebe Legere : Sarah Claire
- Michael Jai White : un employé d'Apocalypse Inc.

## Production
Ce 3e film est le résultat de scènes coupées du premier montage du précédent volet, The Toxic Avenger, Part II.

### SagaThe Toxic Avenger
- 1985 : The Toxic Avenger, de Michael Herz et Lloyd Kaufman
- 1989 : The Toxic Avenger, Part II, de Michael Herz et Lloyd Kaufman
- 2000 : Citizen Toxie: The Toxic Avenger IV, de Lloyd Kaufman
- 2023 : The Toxic Avenger, de Macon Blair